# Agustina Donato
Agustina Donato (Buenos Aires, Argentina; 12 de marzo de 1989) es una futbolista argentina que se desempeña como delantera en Rosario Central de la Primera División Femenina de Argentina.

## Trayectoria

### Inicios
Donato patea el balón desde los 6 años. En el club La Scala jugó en ligas de fútbol 5 junto a niños, pero tuvo que dejarlo a los 12 años debido a la diferencia física con los varones. Incursionó en el hockey a partir de los 14 años, llegando a jugar en Primera División con el club Sitas.
En 2013, retomó su amor por el fútbol, esta vez en el club femenino amateur La Resaca, en donde ascendió desde la C a la Primera División amateur. Al mismo tiempo que participaba en la Liga de Honor con La Resaca, armó un equipo de fútbol femenino junto a otras jugadoras llamado Crack FC, en el cual tuvo de compañera a la exintegrante de la selección argentina Rosana Gómez. Donato tuvo su primer contacto con el fútbol once cuando Gómez la invitó a unirse al equipo femenino de la UBA. Una lesión la dejó afuera de la Liga de Honor, tras lo cual se dedicó durante dos años a formar a niñas en la escuelita de fútbol Cenard, en Ituzaingó.

### Deportivo Morón
Comenzó a militar en la Primera B jugando para Deportivo Morón de la mano del DT Sebastián Greco, quien estaba armando el equipo que iba a debutar en el Campeonato de Primera B de 2016. Con Morón se consagró campeona de la Primera División B 2016-17 y fue goleadora del torneo con 17 tantos. Debutó en la Primera División Femenina en el Campeonato 2017-18 y marcó el primer gol en Primera División del Deportivo Morón femenino en la victoria 1-0 frente a Atlanta.
A comienzos del 2018, la delantera sufrió la peor lesión en su carrera, la rotura de tres ligamentos cruzados en un partido frente a la UBA. El hecho acabaría por deteriorar su relación con Morón, debido a que el club se negaba a cubrir los gastos de operación y rehabilitación. Por este motivo la delantera acabó por presentar una demanda contra el club y la AFA. 43 partidos, 38 goles y un título marcaron su ciclo en Morón.

### Platense
Fichó para Platense en enero de 2019. En el Torneo de Transición 2020, marcó los 4 goles que le dieron al club el pase a los cuartos de final en la victoria 4-3 frente a Rosario Central.

### El Porvenir
En agosto de 2021 llega como refuerzo a El Porve.

### Rosario Central
En 2022 es transferida al Canalla.

## Estadísticas

### Clubes
| Club            | País      | Año             |
| --------------- | --------- | --------------- |
| Deportivo Morón | Argentina | 2016 - 2018     |
| Platense        | Argentina | 2018 - 2020     |
| El Porvenir     | Argentina | 2021 - 2022     |
| Rosario Central | Argentina | 2022 - presente |

## Palmarés

### Títulos nacionales
| Título             | Club            | País      | Año     |
| ------------------ | --------------- | --------- | ------- |
| Primera División B | Deportivo Morón | Argentina | 2016-17 |

### Distinciones individuales
| Distinción                           | Año     |
| ------------------------------------ | ------- |
| Máxma goleadora del Torneo Primera B | 2016-17 |

## Vida personal
Es abogada y estudia para ser DT. En el fútbol masculino, tiene como referente a Martín Palermo.
Donato es una de las sobrevivientes de la tragedia de Cromañón. En junio de 2020, publicó un artículo relatando su punto de vista al respecto y los efectos que tuvo en su vida tal hecho.